# France Jamet
France Jamet (Paris, 5 de fevereiro de 1961) é uma política francesa e membro da Frente Nacional.
Ela é conselheira regional da FN na região de Languedoc-Roussillon, eleita em 2004 numa lista liderada pelo seu pai, Alain Jamet. Em 2009, ela foi escolhida como candidata da Frente Nacional na região de Languedoc-Roussillon para as eleições regionais de 2010.